# Louis Drummond Bawlf
Louis Drummond Bawlf, kanadski letalski častnik, vojaški pilot in letalski as, * 19. november 1896, † 22. avgust 1966, Toronto, Ontario.
Stotnik Bawlf je v svoji vojaški službi dosegel 5 zračnih zmag.

## Življenjepis
Med prvo svetovno vojno je bil 23. decembra 1916 premeščen k Kraljevi pomorski zračni službi. Poleti 1917 je bil dodeljen 3. pomorskemu eskadronu, v katerem je dosegel vse svoje zračne zmage s svojim Sopwith Camel.